# Gęstość mineralna kości
Gęstość mineralna kości, BMD (ang. bone mineral density) – parametr służący do rozpoznawania osteoporozy. 
Oceniana jest radiologiczną (promieniowanie rentgenowskie) metodą pomiarową zwaną densytometrią. Opiera się ona na radiologicznej ocenie różnicy absorpcji między kością a tkankami miękkimi.
Wynik pomiaru gęstości mineralnej kości wyraża się w g/cm².